# Дом Петрова-Бирюка (Ростов-на-Дону)
Дом Петрова-Бирюка — дом в Ростове-на-Дону, в котором жил русский советский писатель Дмитрий Ильич Петров (Бирюк). Относится к выявленным памятникам культуры.
Адрес: Ростов-на-Дону, ул. Большая Садовая, 111.

## История

Писатель Дмитрий Петров (Бирюк)

Писатель Дмитрий Ильич Петров-Бирюк родом из станицы Аннинской Хопёрского округа Области войска Донского Он является автором произведений: трилогия «Сказание о казаках», «Дикое поле», «Кондрат Булавин», «Сыны степей донских», «Братья Грузиновы», «Иван Турчанинов», «Юг в огне», «Перед лицом Родины» о жителях «степей донских».
С 1932 года писатель жил в Ростове-на-Дону, работал редактором в книжном издательстве.

## Архитектура
Дом, в котором с 1943 по 1960 год жил писатель Д. И. Петров (Бирюк) расположен в Ростове-на-Дону на улице Энгельса (ныне Б. Садовая), 111 у перекрестка с Кировским проспектом. Здание является региональным памятником архитектуры. Построено на месте домов М. Г. Фомина и И. Е. Савина в 1928 году в стиле конструктивизма. На его первом этаже ранее размещалось ателье Пушинка, ныне находится магазин «Царство меха» и часовой магазин «18 карат».
Дом кирпичный, оштукатурен, семиэтажный по основному объёму и восьмиэтажный в его северо-восточной части. Архитектурный облик дома формируют два ризалита и бетонная балюстрада парапета, выступающие в угловой части балконы, ограждения в виде тумб с металлической решеткой, рустовка в простенках между окнами 1-го и 2-го этажей, межэтажные карницы. Основной вход с улицы имеет бетонный козырек.
В плане дом сложной конфигурации. Основу планировки составляет лестничная клетка с лифтом и расположенные вокруг них квартиры. Писатель жил на втором этаже в квартире № 17. Окна его квартиры выходили на улицу. Ныне мемориальный облик квартиры утрачен.
В 1978 году на здании установлена памятная доска с надписью: «В этом доме в 1943—1960 годах жил и работал писатель Дмитрий Ильич Петров (Бирюк). 1900—1977».